# Truly: The Love Songs
Truly: The Love Songs – drugi album kompilacyjny Lionela Richiego wydany w 1997 roku. Wersja międzynarodowa zawiera utwory: „My Destiny”, „Don't Wanna Lose You”, „Oh No”, „Ballerina Girl” i „Still in Love”.

## Lista utworów
1. „My Destiny” – 4:49
2. „Endless Love" (z Dianą Ross) – 4:26
3. „Three Times A Lady" (z The Commodores) – 3:35
4. „Don't Wanna Lose You” – 4:59
5. „Hello” – 4:07
6. „Sail On" (z The Commodores) – 3:59
7. „Easy" (z The Commodores) – 4:15
8. „Say You, Say Me” – 3:59
9. „Do It To Me” – 6:03
10. „Penny Lover” – 3:48
11. „Truly” – 3:19
12. „Still" (z The Commodores) – 3:43
13. „Love Will Conquer All” – 4:18
14. „Sweet Love" (z The Commodores) – 3:27
15. „Ballerina Girl” – 3:36
16. „Still in Love” – 4:32
17. „Oh No" (z The Commodores) – 3:01
18. „Just To Be Close To You" (z The Commodores) – 3:20
19. „Stuck On You” – 3:10